# KR Motors

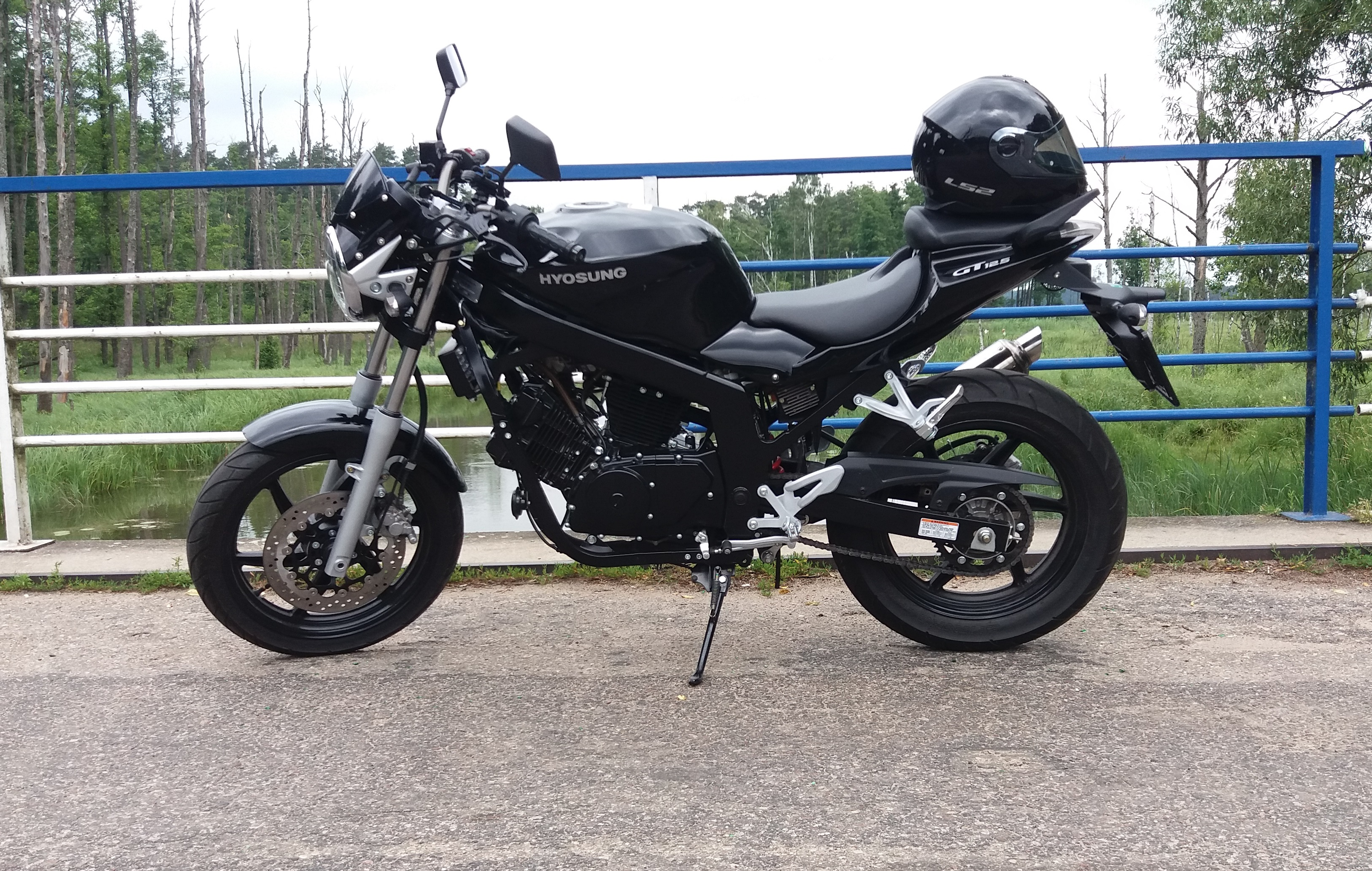
Motocykl Hyosung GT 125

KR Motors (dawniej S&T Motors) – koreański producent motocykli. Jego prezesem jest Sang Yong Sung.

## Historia
Firma założona w 1978 roku jako grupa Hyosung Industries Hyosung rozpoczęła produkcję japońskich motocykli na licencji Suzuki na rynek południowokoreański w Changwon, w Korei Południowej w 1979 roku. W 1986 założyli własne centrum badawczo-rozwojowe w Hamamatsu w Japonii, a następnie rozpoczęli masową produkcję własnych motocykli. Hysoung był oficjalnym dostawcą motocykli na Igrzyska Olimpijskie 1988 w Seulu. W 2003 r. Hyosung Motors & Machinery Inc. został wydzielony z grupy Hyosung i stał się samodzielnym podmiotem. W czerwcu 2007 r. Hyosung Motors Division przejął koreańska firma S&T Group (Science and Technology), a nazwa została zmieniona na S&T Motors. W 2014 r. Firma S&T Motors została przejęta przez firmę Kolao Holdings, a nazwa została zmieniona na KR Motors.

## Obecnie produkowane modele motocykli

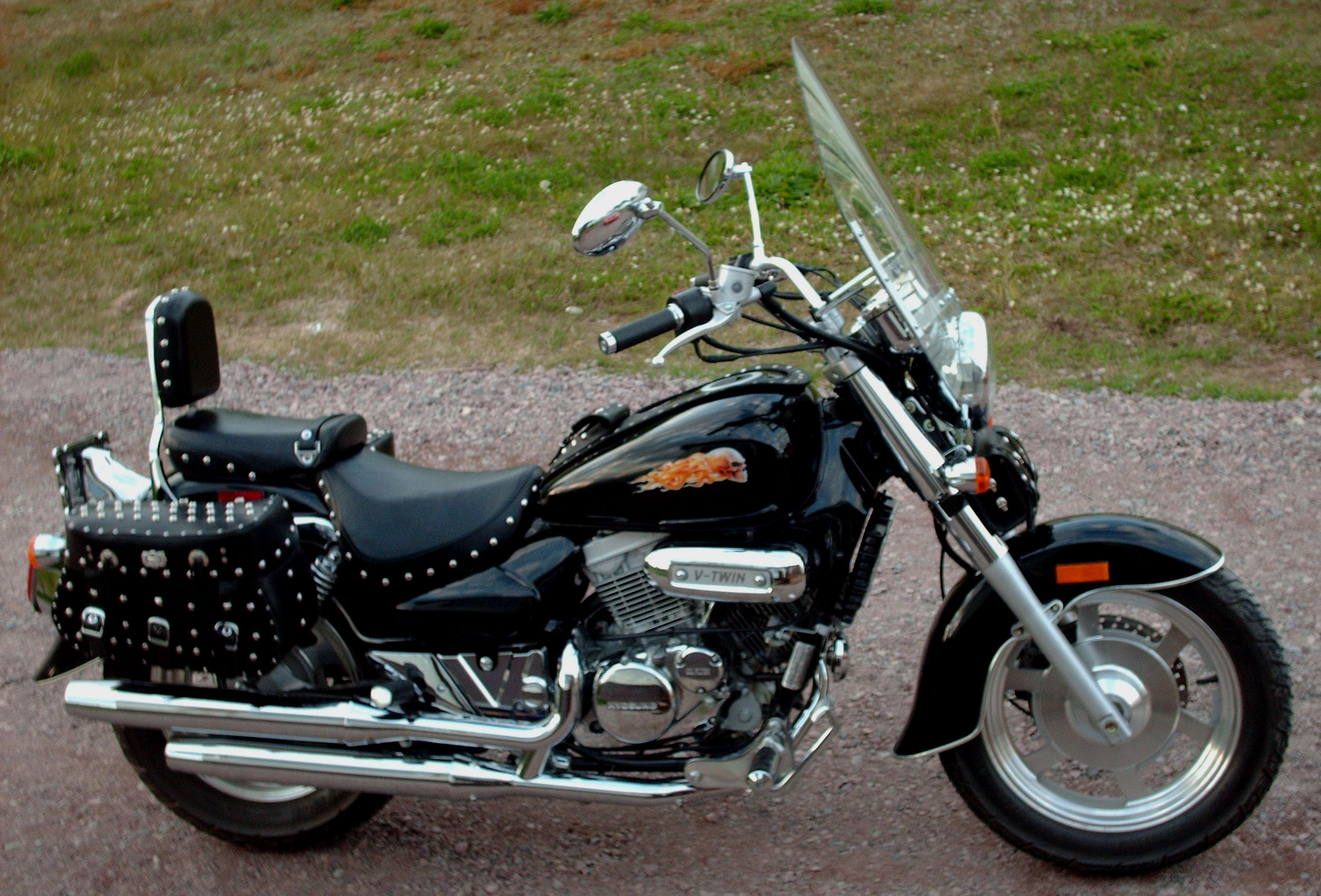
Motocykl Hyosung GV250

Obecnie firma KR Motors rozszerzyła swoją tradycyjną działalność w zakresie praktycznych i wydajnych jednośladów. Obejmuje to poszerzenie oferty modeli o pojazdy o większej pojemności skokowej silnika, do 678 cm³, eksportowanych na rozwinięte rynki, takie jak Australia, Północna Europa, Kanada, Indie i Stany Zjednoczone.

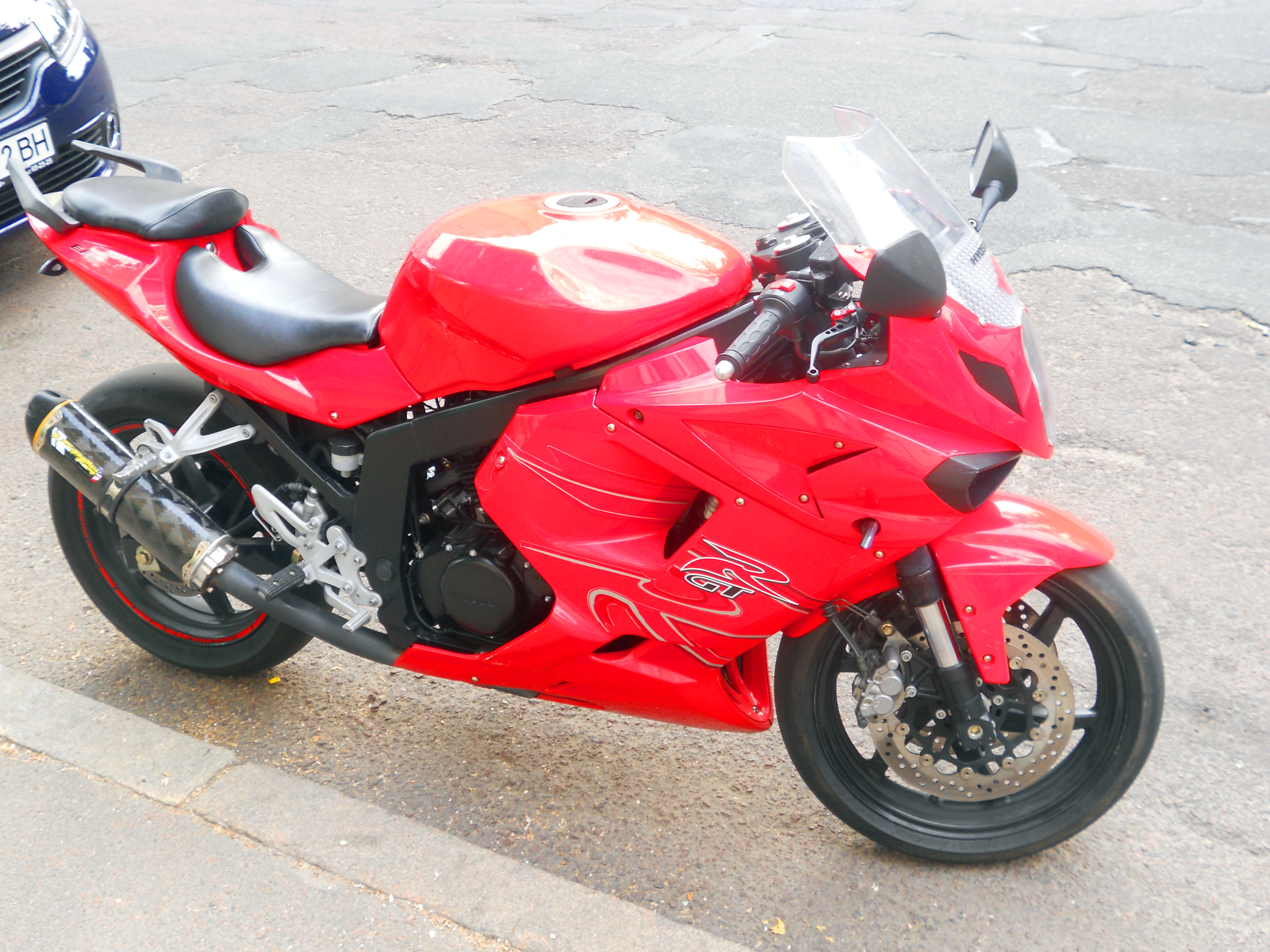
Motocykl Hyosung GTR 250

Motocykle sportowe serii „Comet”
- GT650
- GT250R
- GD250R / Naza N5R
- GT125RMotocykl Hyosung GV250

Motocykle typu naked serii „Comet”
- GT650
- GT250
- GT125
- GD250N Exiv / Naza N5

Motocykle typu Cruiser
- ST7
- GV650 – „Mirage/Aquila”
- GV250 – „Mirage/Aquila”
- GV125C

Skutery
- Exceed
- Megajet
- Rapid
- SF50 „Prima”
- SF50R „Rally”/„Rally50”
- SF100 „Rally100”
- SD50 „Sense”
- MS3 125/250
- Grand Prix 125 4T
- Supercap

Off-road
- RT125
- RX125
- Troy

Quad
- TE50 „WOW50”
- TE100 „WOW100”
- LT160
- TE450

## Motocykle Hyosung w Polsce
Do 2018 roku wyłącznym dystrybutorem motocykli marki Hyosung na terenie Polski była firma ARKUS & ROMET Group Sp. z o.o. Współpraca nie była kontynuowana.
Od października 2021 autoryzowanym przedstawicielem marki w Polsce jest firma MYMOTO Polska sp. z o. o. z Tarnowa.